# Paratopo
El parátopo es el lugar específico de unión del anticuerpo al epítopo de su antígeno correspondiente (1). Pertenece a la región variable de la molécula de anticuerpo o del receptor del linfocito B.
Es una pequeña región de 5 a 10 aminoácidos del anticuerpo de la región Fab. Cada brazo de la forma en "Y" de un anticuerpo monomérico está equipado con un parátopo.
Está formado por la aproximación de las seis regiones determinantes de complementariedad (CDR) de la región variable de ambas cadenas, ya sean las cadenas ligeras y pesadas de los anticuerpos, o α/β y γ/δ para el receptor antigénico de la célula T.
Referencias
1. Weiss, J., Kitos, G., & DHCLD, P. Los líquidos alérgenos mejoran el valor diagnóstico de alergia in vitro. (enlace)

- Datos: Q489135